# Kuriltai
Il kuriltai (tartaro: Qorıltay, mongolo: ᠬᠤᠷᠠᠯᠲᠠᠢ, Хуралдай, Khuraldai) o kurultaj era nel Medioevo il concilio politico militare dell'aristocrazia mongola ed altaica.

## Popoli mongoli
Ai kuriltai partecipavano solamente i khan, i capiclan, i generali, i comandanti e tutti coloro che potevano vantare nobili o influenti origini. Presso questi concili venivano prese le somme decisioni sui khanati, le elezioni, e le questioni belligeranti per mezzo di una votazione democratica a maggioranza semplice tra i convenuti. Persino Gengis Khan fu eletto gran khan democraticamente ad un kuriltai, così come Ögödei, ed in seguito per tradizione tutti i khan dell'Orda d'Oro, Orda Blu e Orda Bianca.
Un'eccezione all'esclusività dei kuriltai fu il grande concilio del 1246 per la successione di Ögödei quando intervennero regnanti, nobili, personalità, studiosi e storici accorsi da tutto il mondo conosciuto, dall'Europa occidentale alla Cina orientale.

## Popoli turchi
Il concilio veniva usato anche in epoche successive da popolazioni turcoaltaiche moderne come turchi, kirghizi, uzbechi, kazachi, turkmeni, azeri, ed ancor oggi viene usato come sinonimo per parlamento, congresso, conferenza, concilio ed assemblea.